# Adriano (Dirigent)
Adriano (* 10. Juli 1944 in Fribourg, als Adriano Baumann), der als Künstlernamen nur seinen Vornamen verwendet, ist ein Schweizer Dirigent und Komponist.

## Leben und Werk
Nach kurzen Studienphasen – zunächst Architektur, dann am Zürcher Konservatorium – war Adriano für mehr als 20 Jahre als Sachbearbeiter bei Banken und Versicherungen tätig. Daneben gründete er in den 1970er-Jahren ein eigenes Plattenlabel, mit dem er sich für die Kammermusik Respighis und auch für Filmmusik einsetzte. Er war massgeblich für Herausgabe und Einspielung von Arthur Honeggers Filmmusiken auf vier CDs verantwortlich. 1979 organisierte er eine Ausstellung über Ottorino Respighi für das Lucerne Festival. Ausserdem arbeitete er als Bühnen- und Filmkomponist. In den 1980er Jahren sprang Adriano als Souffleur am Opernhaus Zürich ein und war dort in Festanstellung ab 1991 bis zur Pensionierung 2009 als «Maestro suggeritore» (dirigierender Souffleur) tätig.
Als Dirigent ist Adriano, der Anregungen von Ernest Ansermet und Joseph Keilberth erhielt, weitgehend Autodidakt. 1987 erhielt er sein erstes Engagement als Dirigent für das Label Marco Polo, dem 49 CD-Aufnahmen mit Klangkörpern wie dem Slowakischen Radiosinfonieorchester und dem Moskauer Sinfonieorchester folgten, vor allem bei den Labels Marco Polo bzw. Naxos und Sterling. Adrianos Diskographie umfasst neben Filmmusiken von Georges Auric, Arthur Honegger, Erik Nordgren, Arthur Bliss u. a. auch eigene Kompositionen. Neben dem Werk von Respighi liegt ein besonderer Schwerpunkt auf unbekannten Werken von Schweizer bzw. in der Schweiz lebenden Komponisten, etwa Fritz Brun, Hermann Suter, Pierre Maurice, Émile Jaques-Dalcroze oder George Templeton Strong.